# エドモンズ駅 (スカイトレイン)
エドモンズ駅（英: Edmonds Station）は、カナダ・ブリティッシュコロンビア州 バーナビーにある、スカイトレイン エキスポ・ラインの駅である。

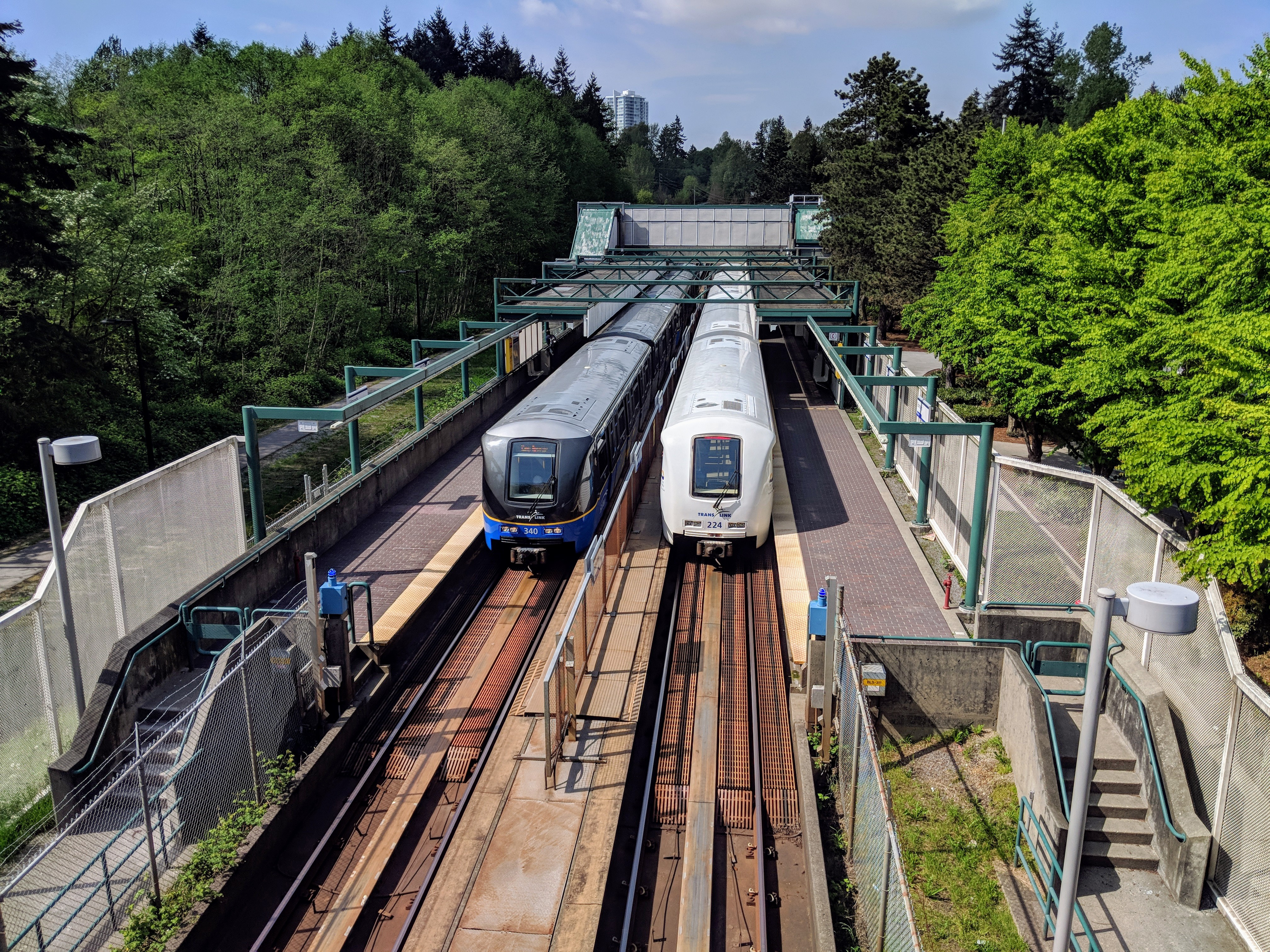
エドモンズ駅外部

1985年12月11日に開業した。

## 駅構造
相対式ホーム2面2線を有する地上駅である。
| ホーム | 路線            | 行先                                        |
| ------ | --------------- | ------------------------------------------- |
| 1      | ■エキスポライン | ウォーターフロント駅方面                    |
| 2      | ■エキスポライン | プロダクション・ウェイ-ユニバーシティ駅方面 |
| 2      | ■エキスポライン | キング・ジョージ駅方面                      |

## 駅周辺
バス路線
ニューウエストミンスター・バーナビー方面への路線バスが発着する。
| ホーム | 路線                                                                |
| ------ | ------------------------------------------------------------------- |
| 2      | 133 系統 - ホルドム駅                                               |
| 3      | 119 系統 - メトロタウン駅                                           |
| 4      | 106 系統 - ニュー・ウエストミンスター駅                             |
| 5      | 112 系統 - ニュー・ウエストミンスター駅                             |
| 6      | 116 系統 - メトロタウン駅                                           |
| 7      | 148 系統 - ロイヤルオーク駅 147 系統 - ニュー・ウエストミンスター駅 |

## 隣の駅
■ エキスポ・ライン
ロイヤルオーク駅 - エドモンズ駅 - 22丁目駅